# Robin Szolkowy
Robin Szolkowy (n. 14 de julio de 1979, Greifswald, Alemania) es un patinador sobre hielo en la modalidad de patinaje en parejas. Con Claudia Rauschenbach, fue campeón de Alemania en 2001. En 2003, formó equipo con la patinadora ucraniana Aliona Savchenko, que aceptó representar a Alemania. Szolkowy y Savchenko ganaron la medalla de bronce en los Juegos Olímpicos de Vancouver 2010, fueron campeones en el Campeonato Mundial en cinco ocasiones y ganaron el Grand Prix cuatro veces. También fueron campeones europeos en cuatro ocasiones, y ocho veces campeones de Alemania. Fueron la primera pareja en recibir una nota perfecta en el nuevo sistema de puntuación de la ISU.

## Carrera temprana
Szolkowy nació en Greifswald, en Alemania del Este. Su madre, enfermera de profesión, conoció a su padre, un médico de Tanzania mientras este realizaba sus estudios en Greifswald. Szolkowy vio por primera vez a su padre en persona en 2008, en Viena, Austria.
Szolkowy se inició en el patinaje en Erfurt in 1983, cuando su madre decidió llevarlo a una pista de patinaje recientemente abierta. Al principio, practicaba el patinaje individual, pero a los dieciséis años empezó a patinar en pareja con Johanna Otto. En 1997, Szolkowy formó pareja con Claudia Rauschenbach, hija de la campeona olímpica en patinaje sobre hielo Anett Pötzsch. Rauschenbach y Szolkowy ganaron el Campeonato de Alemania en la categoría júnior en tres ocasiones, y en 2001 fueron campeones en la categoría sénior. A nivel internacional, su mejor resultado fue la novena plaza en el Campeonato Mundial Júnior. Monika Scheibe era la entrenadora de la pareja.
Tras la decisión de Rauschenbach de abandonar el patinaje competitivo, Szolkowy tuvo que buscar una nueva pareja, lo que le llevó un año y medio. Durante este tiempo practicó el patinaje sincronizado para mantenerse en forma.

## Asociación con Aliona Savchenko

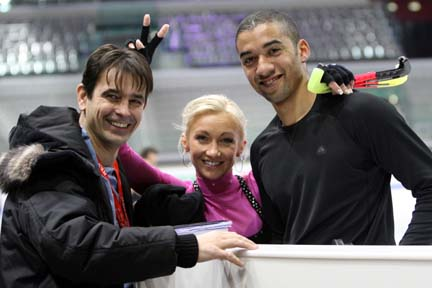
Aliona Savchenko y Robin Szolkowy con su entrenador Ingo Steuer.

La patinadora ucraniana Alinona Savchenko comentó a un periodista alemán que estaba buscando a una pareja deportiva a causa del retiro de su anterior compañero, Stanislav Morózov por problemas de salud . El periodista habló con varios entrenadores y le sugirió hacer una prueba con Robin Szolkowy. En mayo de 2003, Ingo Steuer, excampeón mundial, invitó a Savchenko a Chemnitz para la prueba, con resultados excelentes. Tres meses después, Savchenko se trasladó a Alemania y el nuevo equipo empezó a trabajar en adaptarse a patinar en pareja, proceso al comienzo laborioso por haber aprendido ambos patinadores técnicas diferentes.
Savchenko y Szolkowy se entrenaban casi todo el tiempo en Chemnitz, dos veces al día, seis días a la semana con Ingo Steuer, que también relaizaba la coreografía y seleccionaba la música de sus programas. Savchenko diseñaba los trajes. Durante el periodo de cierre de la pista de patinaje de Chemnitz, normalmente desde principios de abril hasta mediados de mayo, la pareja se trasladaba a Dresde si era necesario.
Durante su primera temporada juntos, Savchenko y Szolkowy ganaron el Campeonato Nacional de Alemania. En la temporada 2004-2005, hicieron su debut internacional y ganaron de nuevo el Campeonato Nacional de Alemania. Quedaron cuartos en el Campeonato Europeo, con 158.73 puntos, y sextos en el Campeonato Mundial, con 169.02 puntos.

### 2005-2006
Durante la temporada 2005-2006 la pareja ganó su primera medalla de oro en la competición del Grand Prix de patinaje artístico sobre hielo Skate Canada, donde ganaron tanto el programa corto y el libre y obtuvieron un total de 175.60 puntos. Se clasificaron para la Final del Grand Prix, donde consiguieron la medalla de bronce con 180.10 puntos. Tras proclamarse campeones de Alemania por tercera vez, ganaron la medalla de plata en el Campeonato Europeo, 7.79 puntos por detrás de los campeones Tatiana Totmianina y Maksim Marinin.
Savchenko obtuvo la nacionalidad alemana el 29 de diciembre de 2005, lo que posibilitaba a la pareja participar en los Juegos Olímpicos de 2006, pero justo antes del comienzo de los juegos, el Comité Olímpico Alemán decidió excluir del equipo olímpico a su entrenador Ingo Steuer, debido a su colaboración con la Stasi. Tras una batalla en los juzgados, se le concedió su acreditación. Savchenko y Szolkowy se clasificaron en sexto lugar con 180.15 puntos. También acabaron sextos en el Campeonato Mundial semanas más tarde, con una puntuación total de 170.08 puntos.

### 2006-2007

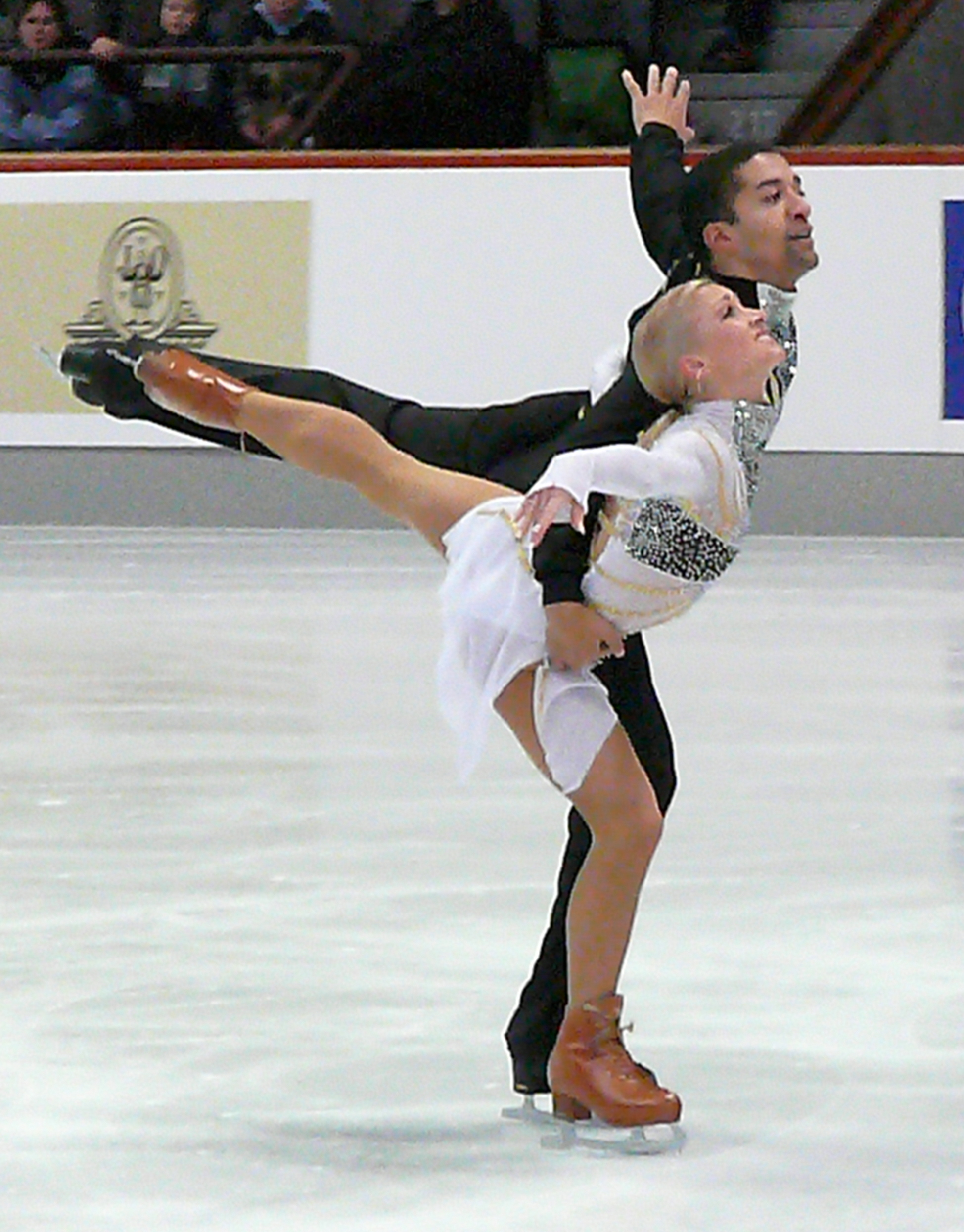
Programa libre en el Campeonato Nacional de Alemania de 2007.

El Ministerio del Interior alemán continuó presionando a la federación de patinaje alemana sobre el asunto Ingo Steuer, al que de nuevo se le denegó la acreditación para aparecer con la delegación alemana en las siguientes competiciones, pero el equipo desafió a los tribunales y ganó. Sin embargo, la negativa de la pareja de abandonar a su entrenador le costó a Szolkowy su puesto en el ejército alemán, que les cubría los gastos de entrenamiento y la pareja tuvo que recurrir a patrocinadores privados y aficionados.
En 2006, Savchenko y Szolkowy quedaron terceros en la Copa de China y ganaron la Copa de Rusia, acabando clasificados para la Final del Grand Prix de 2006-2007, en San Petersburgo. En la final ganaron la medalla de plata, 22.52 puntos por detrás de los ganadores Shen Xue y Zhao Hongbo.
En enero de 2007, ganaron su cuarto título nacional alemán y la medalla de oro en el Campeonato Europeo, siendo esta la primera vez que una pareja alemana ganaba esta competición en doce años. Ganaron el programa corto a pesar de una caída de Savchenko en el flip triple lanzado. En el programa libre, establecieron un récord personal de 134.01 puntos y alcanzaron una puntuación total de 199.39 puntos, 19.78 por delante de los subcampeones Mariya Petrova y Alekséi Tijónov.
En el Campeonato Mundial, ganaron la medalla de bronce tras terminar segundos en el programa corto y terceros en el programa libre, 16.11 puntos por detrás de los medallistas de oro Shen y Zhao.

### 2007-2008

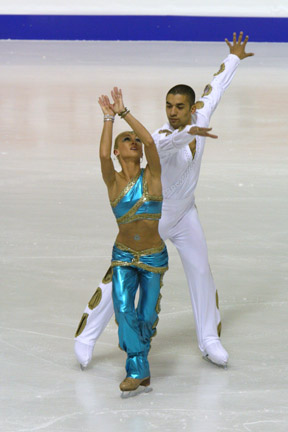
Campeonato Europeo de 2008.

En la temporada 2007-2008, Savchenko y Szolkowy obtuvieron el primer puesto en Skate Canada, el segundo en la Copa de Rusia y de nuevo el primero en el Trofeo NHK. En la final del grand Prix, celebrada en diciembre de 2007, establecieron un nuevo récord mundial con los 72.14 puntos en el programa corto, y consiguieron 127.09 puntos, la puntuación más alta de la temporada hasta la fecha, en el programa libre, lo que les otorgó la medalla de oro, con una ventaja de ocho puntos sobre sus competidores más cercanos.
En enero de 2008, ganaron su segunda medalla de oro en el Campeonato Europeo, con una puntuación total de 202.39 puntos y el primer lugar en ambos segmentos de la competición. En el Campeonato Mundial de Gotemburgo, Suecia, quedaron 2.36 puntos por detrás de la pareja china Zhang Dan y Zhang Hao en el programa corto, pero ganaron el programa libre y acabaron 5.04 puntos por delante de Zhang y Zhang, declarándose por primera vez campeones del mundo.

### 2008-2009
Savchenko y Szolkowy ganaron el Skate América y el Trofeo Éric Bompard en la serie del Grand Prix de la temporada 2008-2009. En la final consiguieron 70.14 en el programa corto, pero descendieron al tercer puesto en el programa libre, con 114.95 puntos. Ganaron la medalla de bronce, separados por 6.40 puntos de los campeones Pang Qing y Tong Jian.
En el Campeonato Europeo, celebrado en enero de 2009 fueron segundos en el programa corto, por detrás de Maria Mujórtova y Maksim Trankov, a los que batieron en el programa libre con la puntuación más alta de la temporada. Ganaron la medalla de oro y su tercer título europeo con un total de 199.07 points.
Savchenko acudió al Campeonato Mundial de 2009 enferma de gripe, lo que no impidió a la pareja ganar ambos segmentos de la competición y superoar su mejor puntuación hasta la fecha en el programa corto, con 72.30 puntos. Su puntuación final fue de 203.48 puntos, casi 17 puntos por encima de los subcampeones Zhang Dan y Zhang Hao.

### 2009-2010

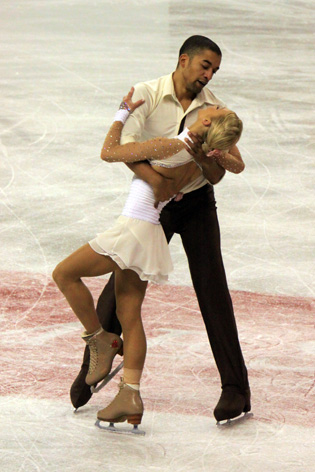
En Skate Canada de 2009.

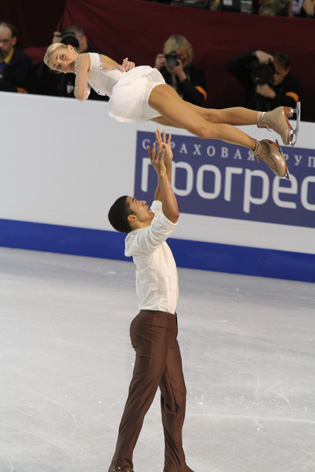
Savchenko y Szolkowy en el Campeonato Europeo de 2010.

Savchenko y Szolkowy ganaron su primera competición de la temporada 2009-2010, el Trofeo Nebelhorn con una puntucación combinada de 185.99 puntos. En su primer evento del Grand Prix de la temporada, el Trofeo Éric Bompard, la pareja ganó el programa corto, pero acabaron cuartos en el programa libre y terceros en la clasificación general, con 174.42 puntos y a 18.51 puntos de los ganadores, Mujórtova y Trankov. De vuelta a Alemania, Steuer les propuso desechar el programa libre con música del tema «You'll Never Walk Alone», grabda especialmente para ellos por al orquesta de André Rieu en Maastricht. A pesar de haber estado trabajando en el programa desde mayo, Savchenko declaró que no se adaptaba al estilo de la pareja y decidieron preparar un nuevo programa usando la banda sonora de Out of Africa.
En Skate Canada, Savchenko y Szolkowy ganaron el programa corto y establecieron una nueva plusmarca personal de 74.16 puntos; también alcanzaron el primer puesto en el programa libre con 132.55 puntos y ganaron la medalla de oro con una ventaja de 21 puntos sobre Mujórtova y Trankov. Su puntuación total en esta competición batió el récord mundial de patinaje en parejas, además de suponer la primera vez que un juez ortogaba la puntuación máxima de 10 puntos bajo el sistema de puntuación en vigor desde 2004.
En la final del Grand Prix, celebrada en Tokio en diciembre de 2009, Savchenko y Szolkowy ganaron la medalla de bronce, tras ser segundos en el programa corto con 73.14 puntos y cuartos en el programa libre con 127.24 points. Savchenko contrajo la gripe durante la competición, y la pareja no pudo competir en el Campeonato Nacional de Alemania.
En el Campeonato Europeo, Savchenko y Szolkowy ganaron el programa corto, pero con una ventaja mínima sobre Yuko Kavaguti y Aleksandr Smirnov, que los derrotaron en el programa libre y lograron la medalla de oro, a pesar de que la puntuación de la pareja alemana, 211.72 puntos fue un récord personal.
Savchenko y Szolkowy lograron su mejor puntuación hasta la fecha en el programa corto en los Juegos Olímpicos de Vancouver, en Canadá, aunque solo alacanzaron el segundo puesto. En el programa libre fueron terceros y obtuvieron la medalla de bronce con un total de 210.60 puntos. En el Campeonato Mundial de 2010 ganaron la medalla de plata, con un tercer puesto en el programa corto y segundo en el programa libre. Al final de la temporada, Savchenko y Szolkowy decidieron continuar en el patinaje competitivo por al menos otro año y participaron en varias giras de patinaje por todo el mundo, como Ice All Stars, All That Skate y Art on Ice en Lausana, Suiza.

### 2010-2011

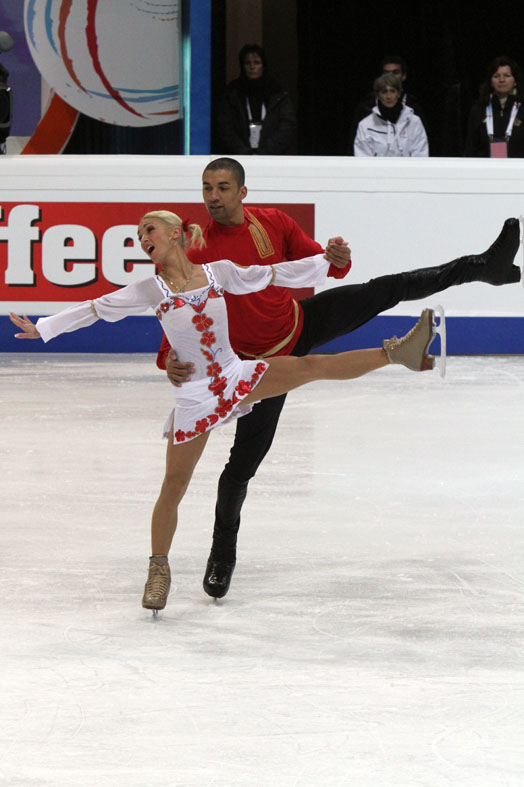
Savchenko y Szolkowy en el Campeonato Europeo de 2011.

Tras participar en quince espectáculos, Savchenko y Szolkowy iniciaron su entrenamiento para la siguiente temporada en mayo de 2010. Empezaron a experimentar con un flip cuádruple, que lograron realizar en ocasiones paro que demandaba «una concentración extremadamente alta», en palabras de su entrenador. Savchenko y Szolkowy ganaron el Skate America de 2010 por 20 puntos de diferencia, y el Trofeo Éric Bompard 2010 por 14 puntos, siendo así los primeros clasificados para la Final del Grand Prix. En la final, ganaron tanto el programa corto como el programa libre y se hicieron con el título.
En el Campeonato Europeo, recibieron la primera puntuación máxima por ejecución otorgada por un juez bajo el código de puntos vigente. En el programa libre terminaron segundos a causa de un error de Savchenko en una de las piruetas, pero conservaron el primer puesto en la clasificación final. En marzo de 2011, el Campeonato Mundial, que iba a celebrarse en Tokio una semana más tarde se pospuso hasta finales de abril debido al terremoto de Japón de 2011. Gracias a la negociación entre ciudad de Chemnitz y la asociación de deportes, la pista de hielo donde se entrenaban siguió abierta hasta Semana Santa y pudieron prepararse para la competición. Aunque quedaron segundos en el programa corto, ganaron el prograsma libre con una puntuación récord, consiguiendo su tercer título mundial. Esta fue su mejor temporada, pues ganaron todas las competiciones donde participaron.

### 2011-2012

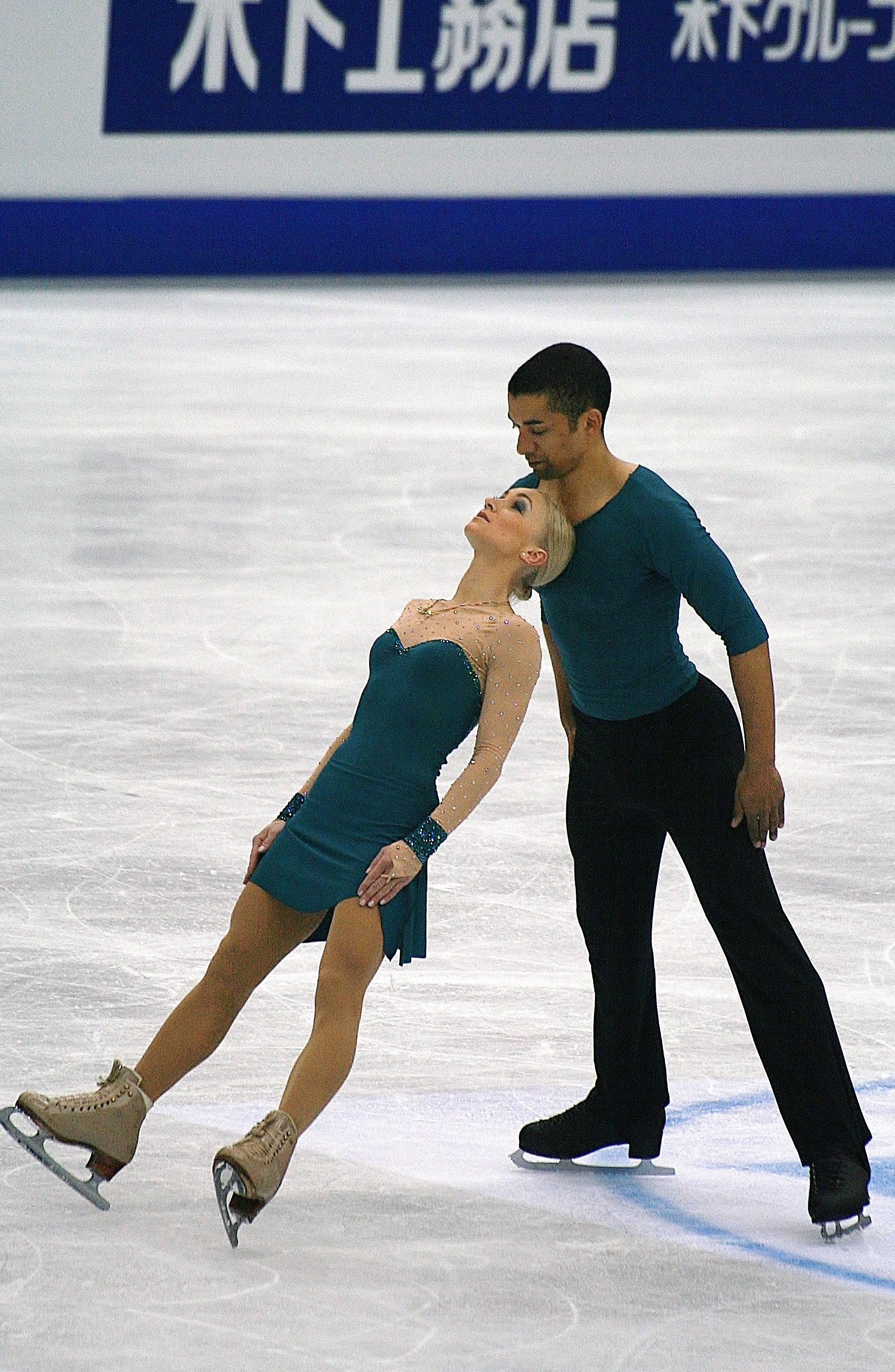
Savchenko y Szolkowy en su programa libre en el Campeonato del Mundo de 2012.

En el otoño de 2011, Savchenko y Szolkowy decidieron participar en tres eventos de Grand Prix, el Skate America, el Trofeo NHK y Copa de Rusia (Copa Rostelecom). En octubre, mencionaron estaban practicando el axel triple lanzado, un salto que solo la pareja estadounidense Rena Inoue y John Baldwin habían logrado ejecutar con éxito en una competición, los Juegos Olímpicos de 2006. Savchenko y Szolkowy lo intentaron en el programa corto en Skate America, pero Savchenko sufrió una caída. Remontaron al primer puesto en el programa libre y ganaron la competición por segunda vez consecutiva y tercera en su carrera.
Volvieron a intentar el axel triple en el programa corto en el Trofeo NHK, pero Savchenko volvió a caer en el aterrizaje. Obtuvieron la tercera plaza en esta competición, pero ganaron el oro en la Copa de Rusia, donde no realizaron ese salto y se clasificaron para la Final del Grand Prix. En la final, Savchenko y Szolkowy ganaron la medalla de oro con una puntuación total de 212.26, derrotando a Tatiana Volosozhar y Maksim Trankov por un margen escaso de 0.18 puntos. Savchenko y Szolkowy no participaron en el Campeonato de Alemania en esta temporada para dedicar más tiempo al entrenamiento.
El 12 de enero de 2012 Savchenko sufrió un desgarro muscular en el muslo izquierdo durante una caída. y la pareja consideró no competir en el Campeonato Europeo o reducir el nivel de dificultad de su programa. Hacia finales de enero, Savchenko podía efectuar saltos, pero las piruetas le agravaron la lesión y se tuvieron que retirar antes del comienzo del programa corto el 25 de enero.
En el Campeonato Mundial en Niza, Savchenko y Szolkowy encabezaron la clasificación tras el programa corto. Savchenko aterrizó el axel triple lanzado por primera vez en competición, aunque no perfectamente. La pareja acabó segunda en el programa libre, pero conservaron el primer puesto por un margen de tan solo 0.11 puntos sobre los segundos clasificados Volosozhar y Trankov.

### 2012-2013
La primera victoria de Savchenko y Szolkowy en la temporada 2012-2013 fue en Skate Canada, a pesar de que Savchenko compitió con gripe. Los atuendos de vivos colores de la pareja provocaron diversas reacciones, y se consideraba que el traje de Szolkowy violaba el reglamento de la Unión Internacional de Patinaje sobre Hielo que prohibía a los hombres llevar calzas, aunque no se les impuso una deducción por este motivo. En 8 de noviembre de 2012 Savchenko y Szolkowy anunciaron que habían firmado un contrato de tres años con un patrocinador, el grupo de inversiones suizo Thomas Lloyd.
No pudieron competir en el Trofeo Éric Bompard 2012 por causa de Savchenko's illness, cuyo resfriado dio paso a una infección sinusoidal grave. y por lo tanto no se clasificaron para la final en Sochi. Ganaron sendas medallas de plata en el Campeonato Europeo y el Campeonato Mundial de 2013.

### 2013-2014
Savchenko y Szolkowy compitieron en la Copa de China 2013 y la Copa Rostelecom 2013. Ganaron la Copa de China con la segunda posición en el programa corto y la primera en el programa libre, y pasaron a ser así la segunda pareja ganadora de todas las seis competiciones del Grand Prix hasta la fecha. En la final, Savchenko y Szolkowy superaron a Volosozhar y Trankov y ganaron la medalla de oro después de lograr el segundo lugar en el programa corto y ganar el programa libre con un nuevo récord personal de 227.03 puntos.
En enero de 2014, compitieron en el Campeonato Europeo, pero se retiraron después del programa corto debido a la gripe de Savchenko. En los Juegos Olímpicos de Sochi, la pareja se clasificó en segunda posición en el programa corto; en el programa libre, Szolkowy sufrió una caída en un salto triple, y Savchenko no logró atterrizar el axel triple lanzado, por lo cual descendieron al tercer puesto en la clasificación general. Savchenko y Szolkowy decidieron competir en el Campeonato del Mundo tras los Juegos y ganaron su quinto título mundial, un número solo superado en la disciplina de patinaje en pareja por Irina Rodnina y Aleksandr Zaitsev. Tras esta competición, Szolkowy se retiró de su carrera competitiva, y Thomas Lloyd puso fin a su patrocinio de la pareja en julio de 2014.

## Carrera postcompetitiva
En julio de 2014, Szolkowy actuó junto con la patinadora suiza Myriam Leuenberger en espectáculos de patinaje artístico. Con vistas a una carrera como entrenador, aceptó una invitación de Nina Mozer para trabajar en Rusia, con contrato entre septiembre de 2014 y abril de 2015. Durante esta temporada, entrenó a la pareja Yevguénya Tarasova y Vladimir Morózov. En marzo de 2015, se anunció que trabajaría como coordinador independiente del programa de fomento de patinaje en pareja en Alemania. Además de sus vínculos con el patinaje deportivo, es propietario, junto con su esposa Romy Born, de una empresa de marketing de deporte.